# Cacodaphnella delgada
Cacodaphnella delgada é uma espécie de gastrópode do gênero Cacodaphnella, pertencente a família Mangeliidae.